# Babakr al-Pischdari
Babakr Mahmud Rasul al-Pischdari (auch Babekr Peshdari oder Pishadari) (* 1937 in Qala Diza, Provinz Sulaimaniya, Irak) ist ein ehemaliger kurdischer Politiker im Irak.

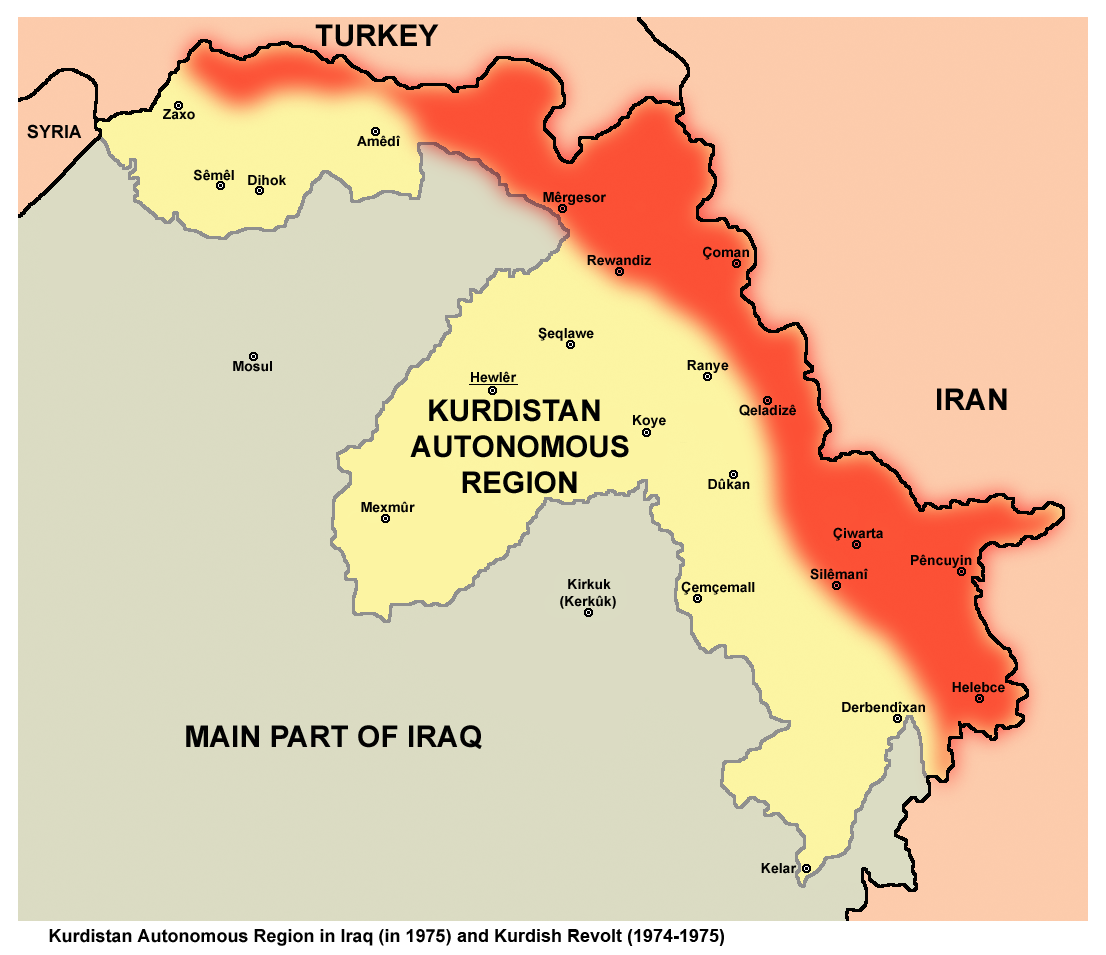
Während al-Pischadris Amtszeit als Gouverneur standen sein Geburtsort Qala Diza und die Provinzhauptstadt Sulaimaniya zunächst nicht unter der Kontrolle der Regierung

Der aus der nördlich von Sulaimaniya im Distrikt Pischdar gelegenen Ortschaft Qala Diza (Qeladze, قلعة دزة) stammende Jurist wurde schon 1958 Mitglied der Demokratischen Partei Kurdistans, noch bevor er 1961 in Bagdad graduierte. Von 1968 bis 1970 war er Vorsteher seines Heimatdistrikts.
Im Rahmen des Autonomieabkommens war er 1972 als Minister für Arbeit und Sozialwesen in der irakischen Zentralregierung im Gespräch, wurde dann aber 1974 zunächst Vorsitzender des Legislativkomitees (Regionalparlament) der Kurdischen Autonomen Region und zugleich 1974–1975 Gouverneur von Sulaimaniya.  (Von 1974 bis März 1975 beherrschten die irakische Regierung und die von ihr eingesetzte kurdische Regionalregierung zunächst nur den Westen der Provinz, weite Gebiete im Osten mit der Provinzhauptstadt Sulaimaniya und Pischdaris Geburtsort Qala Diza standen noch unter der Kontrolle regierungsfeindlicher Kurden-Rebellen.)
Nachdem er den Vorsitz des Legislativkomitees an Muhammad Amin Muhammad Ahmad abgegeben hatte, wurde Babakr al-Pischdari von 1977 bis 1979 doch noch als Minister für Arbeit und Sozialwesen nach Bagdad berufen; 1980 und 1984 wurde er für Sulaimaiya in die irakische Nationalversammlung gewählt.